# Pedro II de Chipre
Pedro II de Chipre ou Pedro II o Gordo de Lusinhão (Nicósia, circa 1357 ou 1354/1357 – Nicósia, 13 de outubro de 1382), chamado de O Gordo, foi Rei de Chipre de 17 de janeiro de 1369 até à sua morte. Sucedeu a seu pai, Pedro I como rei de Chipre e de Jerusalém.